# Shammaï

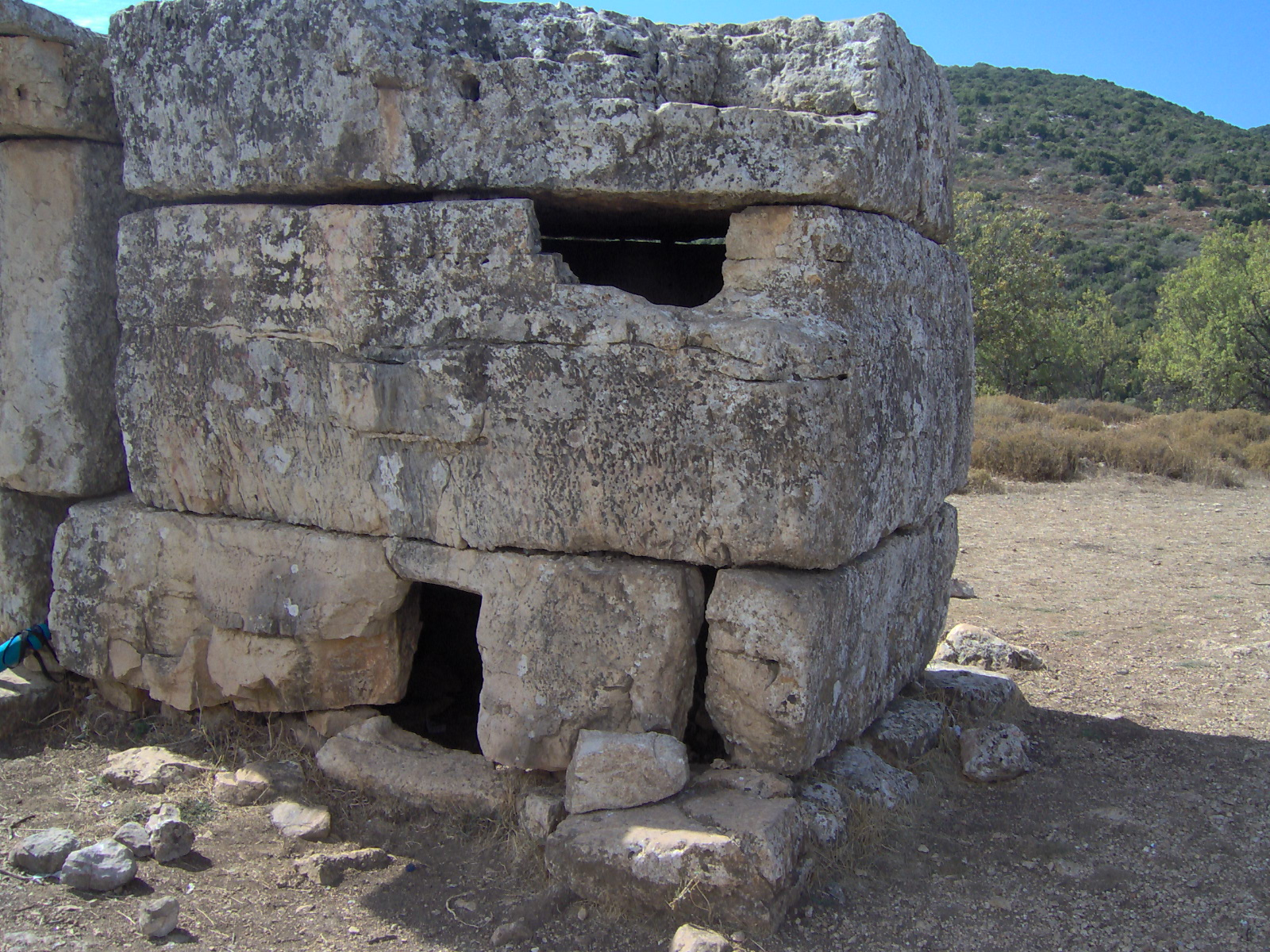
La tombe de Shammaï à Méron, site Khirbat Shema.

Shammaï (mort en 30 ap. J.-C.) est un rabbin, contemporain d'Hillel, et comme lui, une figure majeure de la Mishna.
Shammaï et Hillel forment le couple de Sages le plus célèbre de l'histoire talmudique. Ils sont en constant désaccord sur la Halakha, et on ne les mentionne pratiquement jamais l'un sans l'autre (exception notoire : les Pirke Avot).
Shammai est vraisemblablement né en Terre d'Israël, et exerçait le métier d'architecte, ou tout au moins maçon, car on le voyait souvent avec un instrument de mesure. Sa sévérité et sa rigueur ne seraient donc, selon certains, qu'une « déformation professionnelle ». Lorsqu'un Gentil (non-juif) vint le trouver, lui demandant avec insolence de lui enseigner la Tora dans le temps où il se tiendrait sur un pied, il le chassa, alors qu'Hillel le convertit (Talmud, traité Shabbat 31a).
Néanmoins, Shammaï n'était ni misanthrope ni implacable, il recommandait une attitude amicale envers chacun et était resté modeste, même avec ses élèves. Seulement, il était entièrement dévolu à l'application la plus stricte des prescriptions rituelles en tout domaine. Au-delà de la sévérité, on trouve chez Shammaï un idéalisme détaché des contraintes de ce monde. Il est strict et minutieux dans son observation de la loi parce qu'il vit son idéal de "justesse" en toute chose, de manière absolue. Lorsque son fils lui demanda à manger à Yom Kippour, ne voulant ni le laisser souffrir de faim, ni enfreindre Kippour, il lui donna à manger d'une seule main. Voyant cela, des Sages lui intimèrent d'arrêter ce manège et de le nourrir normalement, des deux mains (Traité Yoma 77b).
Sa belle-fille ayant accouché pendant Souccot, tenant à ce que son petit-fils à peine né observe les prescriptions, sans toutefois déranger la maman, il ouvrit un orifice dans le toit afin de confectionner la cabane rituelle (Traité Soucca 28a).
Shammaï fut élu Av Bet Din (vice-président du Sanhédrin) lorsqu'Hillel en était le Nassi (président). À la mort de celui-ci, vers 20, Shammaï prit sa succession, et comme aucun vice-président ne fut élu, il eut l'ascendant total sur la politique et la religion en Terre d'Israël.
Le Talmud porte des jugements extrêmement sévères durant son mandat. Ainsi, dans le traité Shabbat 17a, la période pendant laquelle il promulgua ses 18 ordonnances est aussi mal vue que le jour où le Veau d'Or fut construit !
Quant au Talmud de Jérusalem, il affirme qu'une « voix céleste » a annulé la légalité de ses décisions, raison pour laquelle on s'est toujours conformé à l'opinion de l'école d'Hillel (Berakhot 1:7).
Rabban Gamaliel I, petit-fils de Hillel, lui succéda à la tête du Sanhédrin en 30, mais l'influence de l'école de Shammaï persista jusqu'en 70, année de la destruction du Second Temple.

## Enseignement
« Fais de l'étude de la Tora ta principale occupation, parle peu et accomplis beaucoup, et accueille chaque homme de façon amicale » (Pirke Avot 1:15)

## Source
Personnages du Talmud du Rav Adin Steinsaltz.